# 全氟庚烷
全氟庚烷，化学式C7F16,是一种全氟化合物。它既有疏水性 (不溶于水)，也有疏油性（不溶于油）。它被用于纸张的脱酸，作为携带粉末状氧化镁的介质。
.